# 乃曼 (阿拉万区)
乃曼是吉尔吉斯斯坦奥什州阿拉万区下辖的一个村。根据2009年吉尔吉斯共和国人口普查，全村人口为2239人。该村海拔为635米，村名取自突厥古代部落“乃蛮”。